# Колонтаївський дуб-велетень
Колонтаївський дуб-велетень — ботанічна пам'ятка природи місцевого значення в Україні. Об'єкт природно-заповідного фонду Харківської області. 
Розташована на території Краснокутського району Харківської області, на південний схід від села Колонтаїв. 
Площа 0,1 га. Статус отриманий у 1984 році. Перебуває у віданні ДП «Гутянське лісове господарство» (Краснокутське л-во, кв. 27, вид. 9). 
Статус надано для збереження дерева дуба звичайного віком бл. 400 років (за іншими даними — бл. 500 років). Обхват 6 м, висота 24 м. Дерево має огорожу, охоронний та інформаційний знаки. 
За легендою, під ним стояв намет Петра Першого перед Полтавською битвою. 

## Ресурси Інтернету
- Дуб Петра І [Архівовано 9 серпня 2016 у Wayback Machine.]
- Фотогалерея самых старых и выдающихся деревьев Украины  [Архівовано 8 квітня 2014 у Wayback Machine.]

## Виноски
1. ↑   Шнайдер С. Л., Борейко В. Е., Стеценко Н. Ф. 500 выдающихся деревьев Украины. — К.: КЭКЦ, 2011. — 203 с.